# Abraham Krochmal

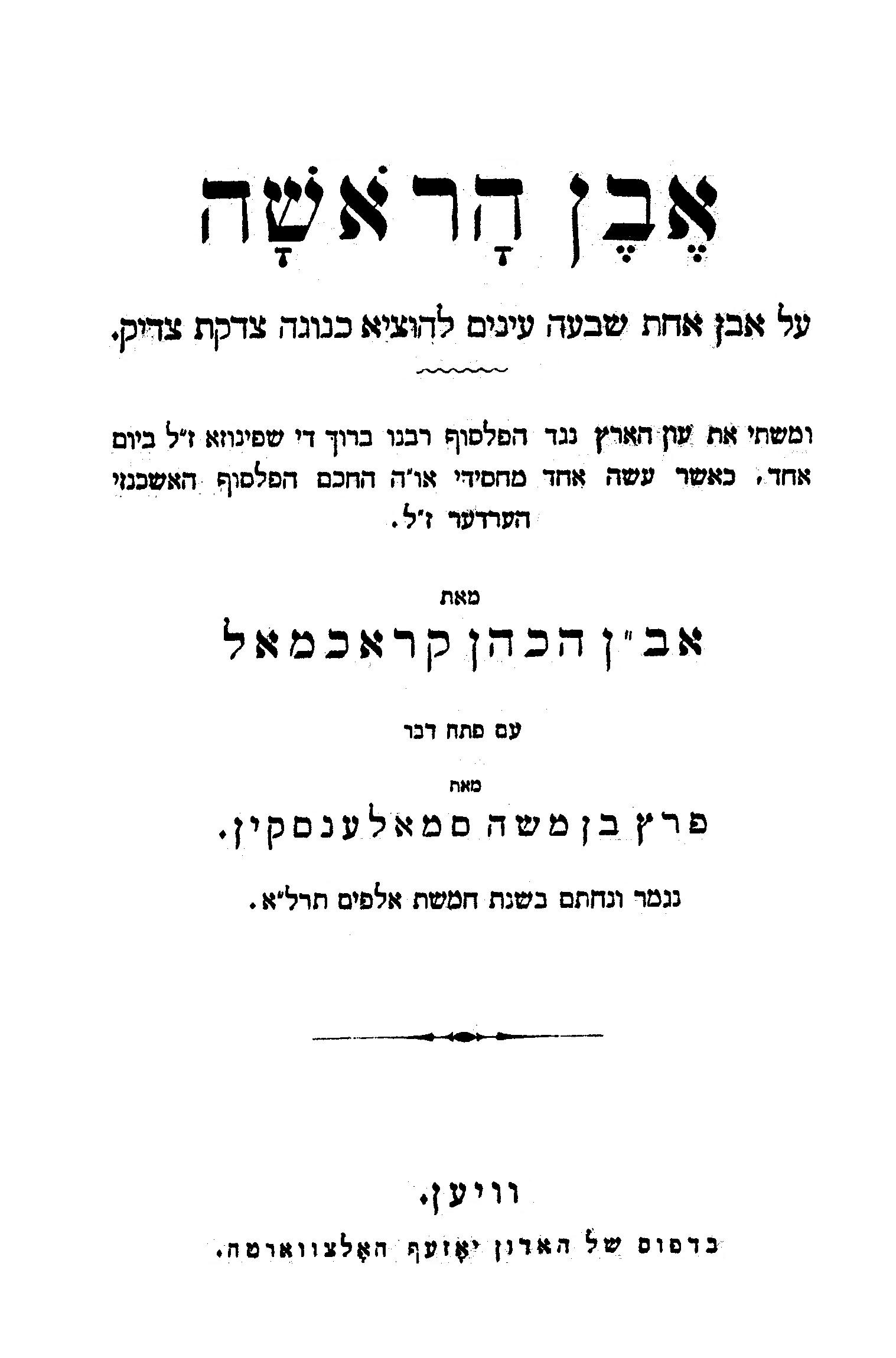
Abraham Krochmal Even Ha-Rosha

Abraham Krochmal (ur. 1823 w Brodach, zm. 1895 we Frankfurcie nad Menem) – filozof.

## Życiorys
Abraham był synem Nachmana Krochmala. Młodość spędził w Galicji, otrzymał tradycyjne wychowanie. Studiował pod kierunkiem ojca i Cwi Hirsza Chajesa z Żółkwi nauki judaistyczne, uczył się języków europejskich i interesował naukami ścisłymi. Był też uczniem Klugera z Brodów. W 1830 roku mieszkał w Odessie, ale po krótkim czasie wrócił do Galicji, do Lwowa. Pod wpływem Barucha Spinozy i Immanuela Kanta napisał w 1871 roku pracę Ewen ha-rosza (wydana w Wiedniu), w której analizował wartości etyczno-kulturalne judaizmu. Powstałą rok później rozprawę Die Theologie der Zukunft poświęcił procesowi uprawomocniania się żydowskiej świadomości religijnej. W artykułach publikowanych w czasopiśmie „He-Chaluc" próbował godzić tradycję religijną z racjonalizmem. Krytycznie odniósł się do Talmudu i tradycyjnych interpretacji biblijnych w pracy Ha-Ketaw we-ha-michtaw. Zaangażował się w krytykę biblijną ze śmiałością, która wywołała ataki ortodoksyjnych Żydów. W swoim „Iyyun Tefillah” (1885) z jednej strony gwałtownie zaatakował rabinów reformowanych, którzy błędnie pojmowali tradycyjny judaizm, a z drugiej rabinów ortodoksyjnych, którzy nie uznawali konieczności reform religijnych. Starał się wydać drukiem rozprawę ojca More newuche ha-zman, dokonał tego Leopold Zunz w 1851 roku. W 1881 roku opublikował „Perushim we-Ha'arot” oraz „Theologie der Zukunft; ein kritisch-philosophischer Traktat zur Rechtfertigung des religiösen Bewustseins” (Lwów, 1872).